# Капатово
Капатово је насељено место у општини Петрич у области Благоевград, Бугарска. Према попису из 2021. године било је 170 становника.
Према бугарском географу и историчару, Василу Канчову, у Капатову је 1900. године живело 255 Словена хришћана. У првој половини 19. века било је великих миграција са југа на север словенског и аромунског становништва, тако су Капатово населили досељеници из Епира. После Првог светског рата насељене су словенске избеглице из Дели Хасана, Германа и Црвишта код Валовишта у грчкој Македонији.